# أوروش زورمان
أوروش زورمان (بالسلوفينية: Uroš Zorman) مواليد 9 يناير 1980 في كراني، جمهورية يوغوسلافيا الاشتراكية الاتحادية، هو لاعب كرة يد سلوفيني يلعب كوسط مدافع. يلعب حاليا مع فيف تارغي كيلسي ويحمل الرقم 23. مثل منتخب سلوفينيا لكرة اليد. شارك في دورة الألعاب الأولمبية الصيفية سنة 2004.

## المسيرة الاحترافية
لعب مع أديمار ليون في الدوري الإسباني في موسم 2003–2004، ثم انضم إلى نادي تسليه لكرة اليد في الدوري السلوفيني من سنة 2004 إلى 2006، ثم لعب مع نادي ثيوداد ريال لكرة اليد في الدوري الإسباني من سنة 2006 إلى 2009، ثم انضم إلى نادي تسليه لكرة اليد في الدوري السلوفيني من سنة 2009 إلى 2011، ثم انضم إلى فيف تارغي كيلسي في سنة 2011.

## سجل المنافسة
شارك في البطولات التالية:
- بطولة العالم لكرة اليد للرجال 2015
- بطولة أوروبا لكرة اليد للرجال 2012
- بطولة أوروبا لكرة اليد للرجال 2016
- الألعاب الأولمبية الصيفية 2016

## الإنجازات
فاز بالبطولات التالية:
- الدوري السلوفيني لكرة اليد
- الدوري الإسباني لكرة اليد
- كأس ملك إسبانيا لكرة اليد
- كأس إسبانيا لكرة اليد
- كأس السوبر الإسبانية لكرة اليد
- الدوري البولندي لكرة اليد
- الدوري البولندي لكرة اليد
- دوري أبطال أوروبا لكرة اليد

## روابط خارجية
- أوروش زورمان على موقع IMDb (الإنجليزية)

- أوروش زورمان على موقع الاتحاد الأوروبي لكرة اليد (الإنجليزية)
- أوروش زورمان على موقع أوليمبيديا (الإنجليزية)